# Rozściełacz do asfaltu

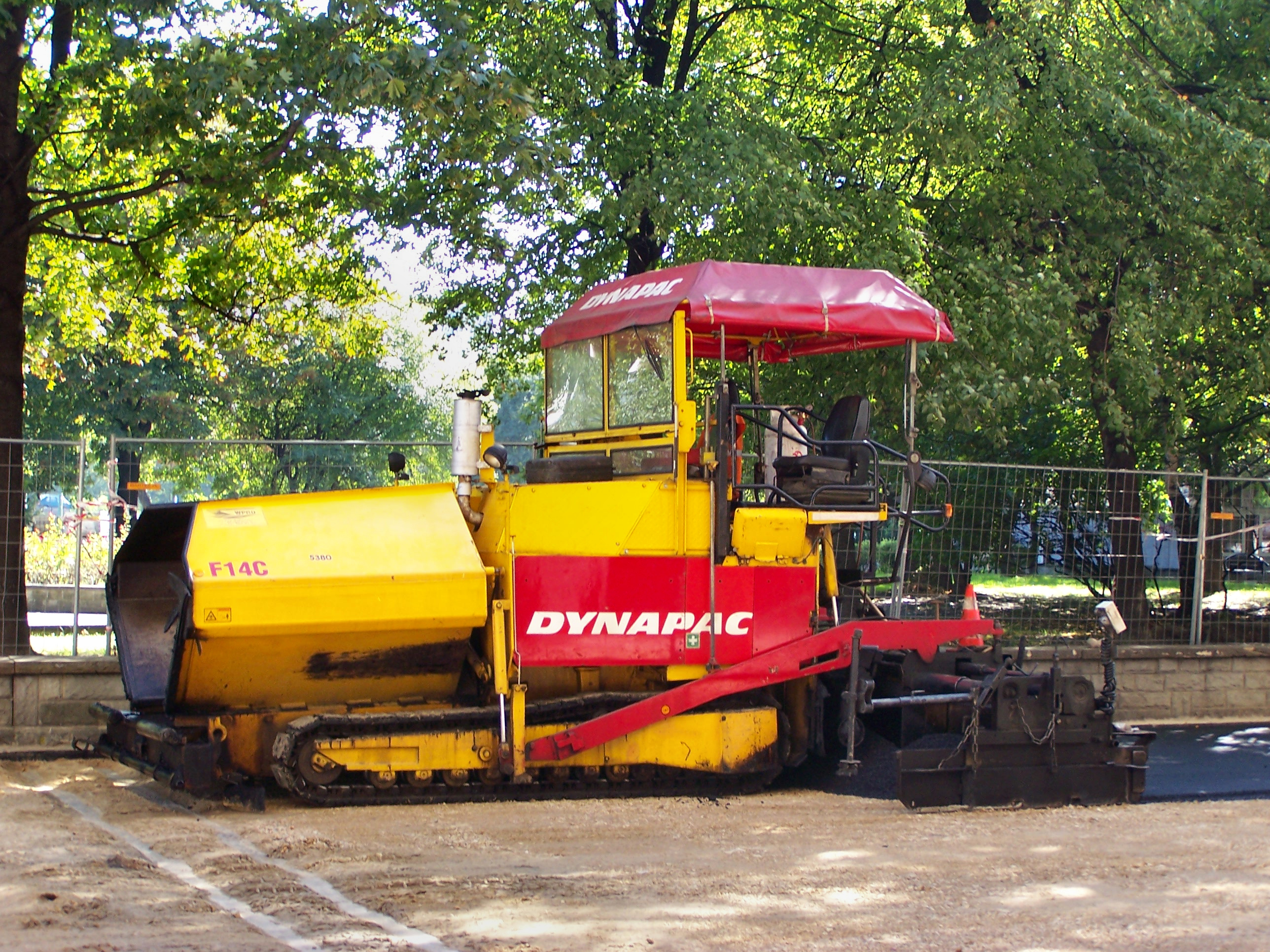
Rozściełacz marki Dynapac, model F14C

Rozściełacz do asfaltu – maszyna drogowa, przeznaczona do układania nawierzchni asfaltobetonowej.
Wyprodukowana w otaczarce mieszanka mineralno-asfaltowa po ułożeniu i zagęszczeniu staje się asfaltobetonem.
Masa bitumiczna jest rozładowywana z wywrotki do  tzw. kosza zasypowego rozściełacza, gdzie za pomocą podajników jest umieszczana pod stołem (głównego roboczego elementu), którego typowa szerokość robocza wynosi od 2,5 do 5 metrów. Elementy stolu rozprowadzają mieszankę na całej szerokości roboczej stołu i ją wstępnie zagęszczają. Świeża nawierzchnia jest później dodatkowo wyrównywana i zagęszczana przez walec drogowy. Istnieją rozściełacze gąsienicowe i kołowe (w większości starsza generacja to maszyny kołowe). Do producentów tego typu maszyn budowlanych należą m.in. Dynapac, Caterpillar, Volvo i VÖGELE.